# بالوس هيلز
بالوس هيلز (إلينوي) (بالإنجليزية: Palos Hills, Illinois)‏ هي مدينة تقع في الولايات المتحدة في مقاطعة كوك، إلينوي. يقدر عدد سكانها بـ 17,484 نسمة .